# Патара-Кухи
Патара-Кухи (груз. პატარა კუხი) — село в Грузии, на территории Хонийского муниципалитета края (мхаре) Имеретия.

## География
Село находится в западной части Грузии, на левом берегу реки Кухи (правый приток Губисцкали), вблизи юго-восточной окраины города Хони, административного центра муниципалитета. Абсолютная высота — 108 метров над уровнем моря.

## Население
По результатам официальной переписи населения 2014 года, в Патара-Кухи проживало 438 человек (217 мужчин и 221 женщина). В национальной структуре населения грузины составляли 99,5 %, украинцы — 0,5 %.
| Год  | Население, человек |
| ---- | ------------------ |
| 2002 | 552                |
| 2014 | ↘ 438              |